# Szécsi Zsigmond
Szécsi Zsigmond, Nickel Zsigmond (Rónic (Zólyom megye), 1841. október 6. – Selmecbánya, 1895. október 8.) királyi főerdőtanácsos, erdészeti tanár, erdőmérnök.

## Élete
Középiskoláit Besztercebányán végezte 1859-ben; a selmecbányai erdészeti Akadémiának 1862-ben történt elvégzése után, az erdészeti államvizsgát 1864-ben Budán tette le. Már 1862-ben állami szolgálatba lépett a selmeci bánya-, erdő- és jószágigazgatóságnál, ahol 1867. április 9-én erdőgyakornokká nevezték ki és július 28-án Óhegyre helyettes erdésszé rendelték ki, ahonnét még ugyanazon év október 7-én Selmecbányára hívták segédtanárnak. 1868-ban nevezték ki a besztercebányai erdőhivatalhoz erdésznek, de továbbra is az Akadémián maradt. 1871-ben rendkívüli tanár és 1878-ban rendes lett. 1881-ben Nikel családi nevét Szécsire változtatta. 1893-ban a főerdőtanácsosi címet kapta. 1867-ben az Akadémia megmagyarosítása idején ő is sokat fáradozott a magyar nyelv szellemének megfelelő szakkifejezéseknek a megalkotásán, nemkülönben a tantárgyak anyagának összegyűjtésén. 1885-ben az erdészeti kiállítás rendezése körül szerzett érdemeiért a Ferenc József-rend lovagkeresztjét kapta. Mint az Országos Erdészeti Egyesület választmányi tagja nagy tevékenységet fejtett ki.
Cikkeket írt az Erdészeti Lapokba; a Pallas Nagy Lexikonában az erdészeti cikkeket írta.

## Munkái
- Az emberi trágya a mezőgazdaságban. Pályanyertes munka 1881. (Fekete Lajossal).
- Az erdőhasználattan kézikönyve. 100 aranynyal jutalmazott munka. 508 fametszettel. Bpest, 1884. (2. átdolg. kiadás. Selmeczbánya, 1899.).
- A hazai vadak természetrajza. Bpest, 1892. (A vadászati ismeretek Kézikönyve II.).